# Bithia clausinervis
Bithia clausinervis är en tvåvingeart som först beskrevs av Suster 1929.  Bithia clausinervis ingår i släktet Bithia och familjen parasitflugor.
Artens utbredningsområde är Rumänien. Inga underarter finns listade i Catalogue of Life.